# Oberste Zeith
Oberste Zeith ist ein Ortsteil von Seelscheid in der Gemeinde Neunkirchen-Seelscheid im Rhein-Sieg-Kreis.

## Lage
Der ehemals eigenständige Ort Oberste Zeith liegt an der Bundesstraße 56 gegenüber dem Örtchen Hagen. Ehemalige Nachbarorte waren Komp im Süden und Oberlinden im Norden.

## Geschichte
1830 hatte Zeith 40 Einwohner. 1845 hatte der Hof 15 katholische und  vier evangelische Einwohner (19) in vier Häusern. 1888 gab es 29 Bewohner in sechs Häusern.
1910 wohnten hier die Rentnerin Witwe Josef Küpper, Verwalter Josef Küpper, Rentner Josef Scherer, die Ackerer Johann und Johann Peter Schmitt, Rentner Josef Schmitt, Wirt („Restaurant zum Zollhaus“ mit Logis und Stallungen) und Kolonialwarenhändler Peter Schmitz sowie die gewerblose Witwe Johann Wild.
Die Siedlung gehörte bis 1969 zur Gemeinde Seelscheid.